# 高登·鲍克
高登·鮑克（英語：Gordon Bowker），是一名美国企业家。他是星巴克的聯合創辦者。

## 生平
他是毕业于旧金山大学，后担任记者，并与杰里·鲍德温、杰夫·西格一同创建星巴克。1971年，三人每人出资一万美元，在西雅图的派克市场开板了第一家咖啡专卖店。之后他们也一同成立皮特咖啡与茶和红湖啤酒。
星巴克（Starbucks）的命名归功于鮑克。1987年，他也将最初logo使用的棕色改成绿色。